# Abzeichen für Marine-Flugzeugführer auf Seeflugzeugen

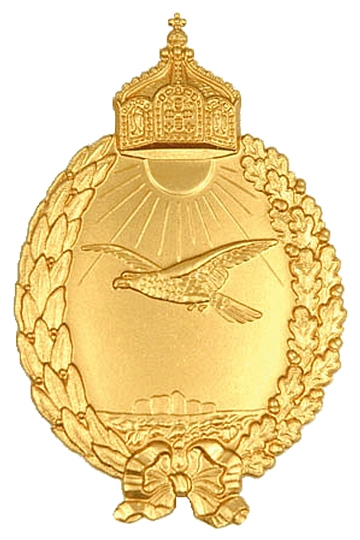
Marine-Flugzeugführer auf Seeflugzeugen

Das Abzeichen für Marine-Flugzeugführer auf Seeflugzeugen wurde am 31. Mai 1913 von Kaiser Wilhelm II. gestiftet und konnte an Offiziere, Unteroffiziere und Mannschaften verliehen werden, die auf einer Marine-Fliegerstation das Befähigungszeugnis als Marine-Flugzeugführer erworben haben.

## Aussehen
Das hochovale Abzeichen zeigt mittig die Darstellung der vom Meer umspülten Insel Helgoland, über der ein nach links fliegender Adler zu sehen ist, der von Sonnenstrahlen überhöht ist. Es ist von einem Kranz aus Eichenlaub (rechts) und Lorbeer (links) umschlossen und von der Kaiserkrone gekrönt.

## Trageweise
Getragen wurde die Auszeichnung als Steckabzeichen auf der linken Brust.